# Festa de l'os d'Arles
La festa de l'os d'Arles és una festivitat que té lloc anualment a finals d'hivern a Arles. Aquesta vila està situada a la comuna amb el mateix nom, a la comarca del Vallespir, Catalunya del Nord (departament francès dels Pirineus Orientals; regió administrativa d'Occitània).
La festa de l'os d'Arles és una de les tres representacions que encara perviuen a l'Alt Vallespir (les altres dues són les de Prats de Molló i de Sant Llorenç de Cerdans). Totes es realitzen al llarg del mes de febrer i la d'Arles habitualment és la primera de les tres. Sol ser el primer cap de setmana, el més proper al 2 de febrer, dia de la Candelera. En la mitologia pirenaica, aquesta data assenyala la sortida de l'os bru de la hibernació i l'inici de la fi de l'hivern. Es tracta concs d'una representació carnavalesca que augura el retorn de la primavera (la vida a les muntanyes) i que està inspirada en tota una sèrie de creences populars entorn de l'os, l'origen de l'home i la fecunditat.
Les tres festes de l'os de l'alt Vallespir estan registrades a l'Inventari del patrimoni cultural immaterial de França. El 2021, aquestes celebracions són cancel·lades degut als alts índexs epidemiològics de la pandèmia de Covid-19.

## Descripció
La festa de l'os d'Arles és protagonitzada per un grup de caçaires encapçalats pel Menaire i la seva dona, la Roseta. La història narra la lluita contra Martí, un os salvatge i espantós que assetja el poble. Amb l'ajuda de les «tortugues» i les «botes», finalment el ferotge animal és caçat i es converteix en ésser humà després de ser afaitat amb una destral enmig de la plaça Major. Només llavors es recobra la normalitat a la vila.
Durant la seva captura, l'os intenta escapar diverses vegades per atrapar Roseta. De fet, les llegendes de tot el món (especialment al Pirineu) diuen que l'os té el costum de segrestar dones per aparellar-se amb elles. És l'anomenat mite de la fecunditat, que amb certes variacions també s'interpreta a Prats de Molló i a Sant Llorenç de Cerdans. Amb cada captura reeixida, el Menaire recita el seu sermó, la Predica en què fa una crida a tots els habitants del poble perquè l'acompanyin a cercar l'os que amenaça la vida al poble:
| « | Caçaires del país i d'aquestes comarques és un crit que gitem i que teniu d'oir: d'un immens perill el poble pot morir, veniu tots amb brocs, fusills, canon i arques. La mala bèstia gruny en aquest cim de serra i bé si teniu nervi i si no teniu por, veniu tots amb mi, i si sem vuit o nou ja podrem la rendir i li fer tocar terra. Companys valents, amics, escolteu la meva veu, les petjades de l'ós arriben fins al poble, ens el car deslliurar si tenim el cor noble. Au! Que els homes de pit me segueixin arreu. | » |

Aquestes escenes de captura fan la volta a la ciutat. Altres personatges giren al voltant d'aquestes escenes, com les Bótes o les quatre Tortugues. L'escenificació final té lloc a la plaça major, on s'ha construït per a l'ocasió una barraca verda que simula la cova de l'animal. L'os agafa una de les noies que hi ha a la plaça i se l'enduu dins la cova, on simula fecundar-la. Tot seguit, es llancen trets a l'aire simulant la caça de l'animal, que és dut damunt una cadira, on se l'afaita simbòlicament.
Roseta i Menaire s'acosten a l'os, que han lligat a una cadira i li afaiten la cara de forma teatralitzada. En aquest moment li aixequen la màscara a l'os i li retornen la seva condició d'humanitat, fet que és celebrat amb la ingesta de vi en un porró. La festa s'acaba amb tot el poble participant d'un animat ball circular.

## Personatges

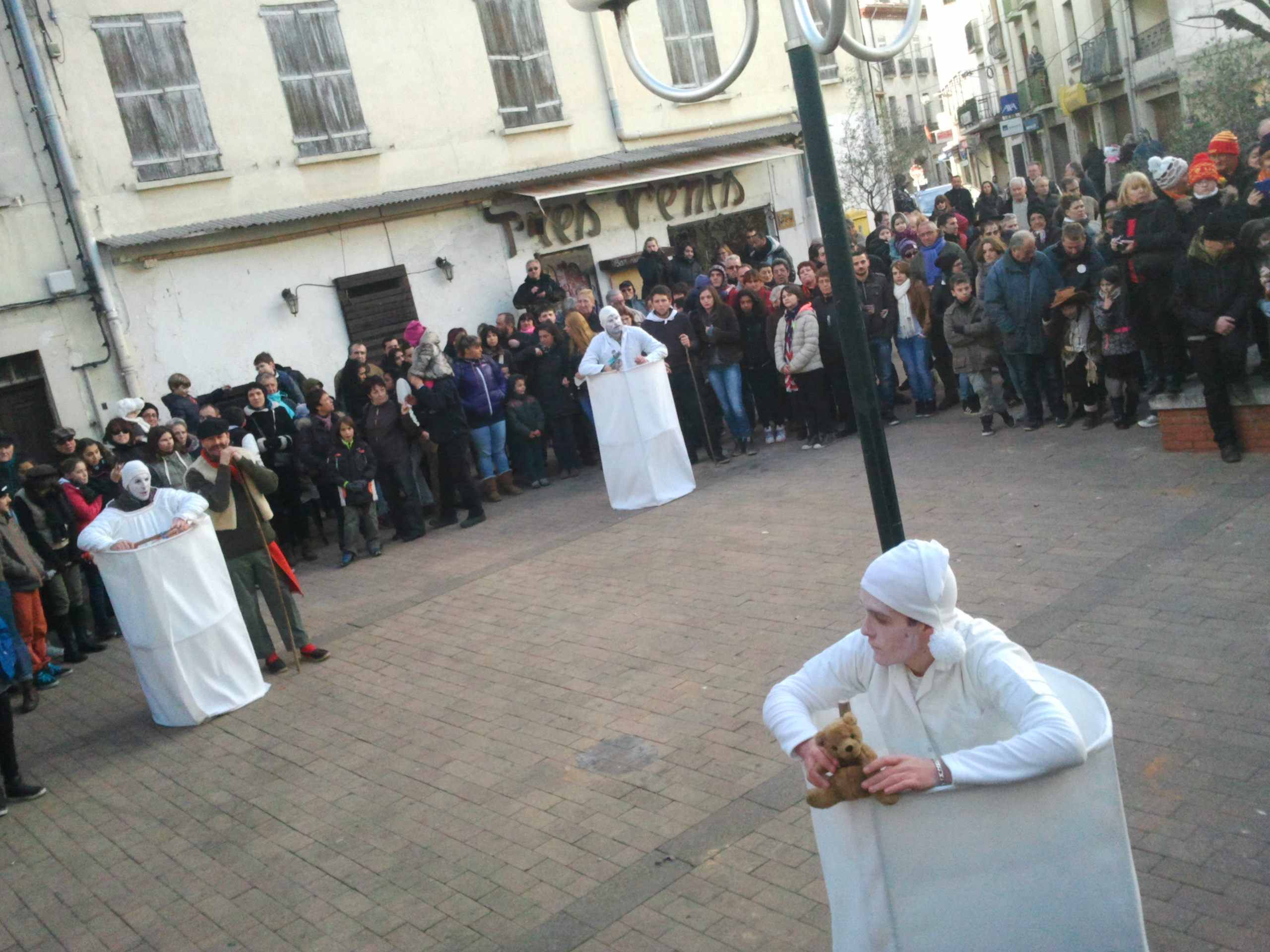
Les tortuges al mig de la plaça

L'os Martí, el personatge principal, és representat per un home disfressat amb robes fosques i una capçana que simula el cap de l'os ensenyant les dents.
Els caçaires (caçadors, en català septentrional) grups d'homes armats amb escopetes de perdigons. Van encapçalats pel Menaire (Menador) o Trappeur (tramper, en francès), que duu un barret i un llarg bastó. L'acompanya na Roseta, que és de fet un home disfressat de dona i que representa tant la dona del menaire com una càndida fadrina.
Les quatre tortugues, aquests personatges l'escenifiquen homes vestits de blanc i amb la cara emblanquinada amagats dins de cilindres. Se suposa podrien simular les quatre fases de la lluna. De fet, una de les creences sobre l'os recollida als Pirineus diu que aquest animal és el representant de la lluna, ja que apareix i desapareix amb aquesta. Una versió de la creença popular que vincula el despertar de l'os amb el dia de la Candelera interpreta que l'os surt del cau i mira el cel nocturn: si hi ha lluna plena torna al seu refugi i prolonga la seva letargia durant quaranta dies més; si hi ha noviluni, surt del seu cau, sabedor que l'hivern ha acabat.
Les «botes» són joves que carreguen una mena de capgrossos fets de mig bidó de plàstic pintat i guarnit amb branques verdes. N'hi ha nou i representen els batedors que ajuden els caçadors a acorralar l'os.

## Desenvolupament

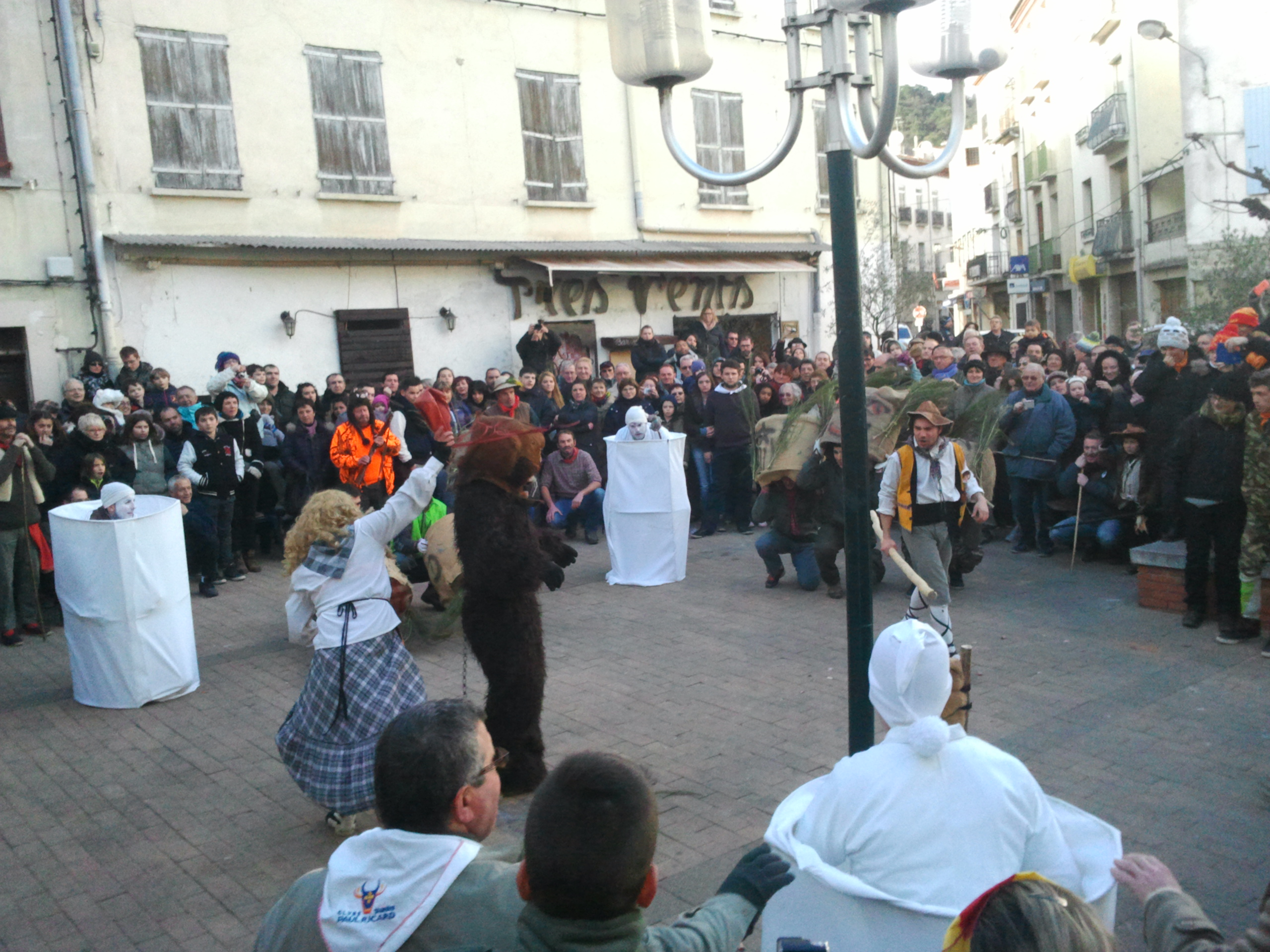
Os a la plaça Major amb la Rosseta, el Menaire, les Tortugues i les botes.

La festa comença de bon matí amb un esmorzar, música, balls i cançons tradicionals. A mig matí l'alcalde fa una crida formal a iniciar la caça de l'os, però no és fins a la tarda que el van a buscar al bosc, tot just havent dinat. Quan ja l'han caçat, el porten al poble, encadenat i el presenten al públic en una plaça. Diverses vegades l'os s'escapa i torna a ser capturat, fins que finalment el maten. La música i el ball estan presents al llarg de tota la festa, la qual acaba amb un àpat col·lectiu.

En el moment de matar l'os, el Menaire recita un seguit de 37 versos. L'encapçalament i bona part de les estrofes coincideixen amb les que també es reciten a Sant Llorenç de Cerdans. I després, continua així:
| « | Dins tota la contrada tothom vivia espantat Tothom pregava Déu quan jo he arribat Per un bonhor s'han pres les armes Toqueu a sometent! Tothom es reuneix, sobretot lo jovent Tot seguit, en començant la caça Ja trobem aquesta grossa bestiassa | » |